# 봉래중학교 (강원)
봉래중학교(蓬萊中學校)는 대한민국 강원특별자치도 영월군 영월읍 덕포리에 있는 공립 중학교이다.

## 학교 연혁
- 1981년 12월 1일 : 중학교 21학급 설립인가
- 1982년 3월 5일 : 입학식(420명 입학)
- 1982년 11월 6일 : 개교 기념식
- 2010년 3월 5일 : 2009영어교육리더 학교로 선정
- 2010년 7월 19일 : 교육과학기술부장관 주관 2010-2012년 3년간 대한민국좋은학교 선정
- 2023년 9월 1일 : 제19대 허정성 교장 부임
- 2023년 12월 31일 : 2023학교체육활성화 유공 학교 선정
- 2025년 1월 3일 : 제41회 졸업식(졸업생 19명, 총 졸업생 4,841명)
- 2025년 3월 4일 : 2025학년도 입학식(입학생 10명)

## 참고 자료
- 봉래중학교 - 한국교육학술정보원 학교알리미